# Winter X Games Europe III
Winter X Games Europe III (ang. 3 Winter X Games Europe) – europejski odpowiednik amerykańskiej edycji zawodów w dyscyplinach freestyle Winter X Games, zawody te odbywały się od 14 do 16 marca 2012 we francuskim Tignes. Zawodnicy rywalizowali w dwóch dyscyplinach: narciarstwie dowolnym i snowboardzie.

## Narciarstwo

### Slopestyle Mężczyzn
| Pozycja | Zawodnik         | Przejazd 1 | Przejazd 2 | Przejazd 3 | Wynik |
| ------- | ---------------- | ---------- | ---------- | ---------- | ----- |
|         | Bobby Brown      | 94.00      | 95.00      | 92.66      | 95.00 |
|         | Thomas Wallisch  | 92.33      | 56.00      | 93.33      | 93.33 |
|         | Andreas Håtveit  | 89.00      | 92.00      | 32.33      | 92.00 |
| 4       | James Woods      | 87.00      | 31.66      | 91.66      | 91.66 |
| 5       | Alex Bellemare   | 91.33      | 26.00      | 78.66      | 91.33 |
| 6       | Nicholas Goepper | 79.33      | 88.33      | 70.66      | 88.33 |
| 7       | Joss Christensen | 75.33      | 80.33      | 86.33      | 86.33 |
| 8       | Russell Henshaw  | 61.66      | 67.33      | 10.00      | 67.33 |

### Slopestyle Kobiet
| Pozycja | Zawodniczka      | Przejazd 1 | Przejazd 2 | Przejazd 3 | Wynik |
| ------- | ---------------- | ---------- | ---------- | ---------- | ----- |
|         | Kaya Turski      | 90.66      | 92.66      | 77.66      | 92.66 |
|         | Anna Segal       | 84.66      | 91.00      | 88.00      | 91.00 |
|         | Dara Howell      | 88.66      | 89.66      | 84.33      | 89.66 |
| 4       | Devin Logan      | 70.33      | 88.00      | 29.66      | 88.00 |
| 5       | Emilia Wint      | 85.66      | 87.00      | 23.66      | 87.00 |
| 6       | Eveline Bhend    | 84.00      | 84.33      | 82.66      | 84.33 |
| 7       | Ashley Battersby | 38.66      | 76.00      | 81.33      | 81.33 |
| 8       | Keri Herman      | 78.00      | 62.00      | 44.00      | 78.00 |

### Superpipe Mężczyzn
| Pozycja | Zawodnik            | Przejazd 1 | Przejazd 2 | Przejazd 3 | Wynik |
| ------- | ------------------- | ---------- | ---------- | ---------- | ----- |
|         | Torin Yater-Wallace | 93.00      | 45.33      | 95.00      | 95.00 |
|         | Thomas Krief        | 87.66      | 91.66      | 38.66      | 91.66 |
|         | David Wise          | 70.33      | 90.33      | 86.66      | 90.33 |
| 4       | Justin Dorey        | 65.33      | 90.00      | 86.00      | 90.00 |
| 5       | Noah Bowman         | 38.33      | 85.00      | -          | 85.00 |
| 6       | Xavier Bertoni      | 81.00      | 41.33      | 72.66      | 81.00 |
| 7       | Gus Kentworthy      | 57.33      | 37.00      | 23.33      | 57.33 |
| 8       | Matt Margetts       | 23.00      | 38.00      | 14.00      | 38.00 |

### Superpipe Kobiet
| Pozycja | Zawodniczka         | Przejazd 1 | Przejazd 2 | Przejazd 3 | Wynik |
| ------- | ------------------- | ---------- | ---------- | ---------- | ----- |
|         | Rosalind Groenewoud | 86.66      | 82.66      | 89.33      | 89.33 |
|         | Devin Logan         | 82.00      | 87.00      | 87.66      | 87.66 |
|         | Anaïs Caradeux      | 34.00      | 18.33      | 85.00      | 85.00 |
| 4       | Virginie Faivre     | 75.66      | 60.33      | 81.66      | 81.66 |
| 5       | Megan Gunning       | 39.33      | 21.66      | 77.00      | 77.00 |
| 6       | Maddie Bowman       | 75.33      | 74.33      | 73.00      | 75.33 |
| 7       | Ayana Onozuka       | 73.00      | 62.00      | 27.00      | 73.00 |
| 8       | Katrien Aerts       | 56.66      | 58.00      | 17.66      | 58.00 |

## Snowboard

### Slopestyle Mężczyzn
| Pozycja | Zawodnik            | Przejazd 1 | Przejazd 2 | Przejazd 3 | Najlepszy |
| ------- | ------------------- | ---------- | ---------- | ---------- | --------- |
|         | Shaun White         | 95.00      | 97.00      | 12.00      | 97.00     |
|         | Mark McMorris       | 90.00      | 21.66      | 15.66      | 90.00     |
|         | Eric Willett        | 22.33      | 18.00      | 88.00      | 88.00     |
| 4       | Ståle Sandbech      | 85.00      | 86.00      | 79.00      | 86.00     |
| 5       | Aleksander Oestreng | 79.66      | 80.66      | 21.00      | 80.66     |
| 6       | Sebastien Toutant   | 7.00       | 77.33      | 18.66      | 77.33     |
| 7       | Charles Guldemond   | 11.33      | 24.00      | 76.00      | 76.00     |
| 8       | Jamie Nicholls      | 19.33      | 70.00      | 74.66      | 74.66     |

### Slopestyle Kobiet
| Pozycja | Zawodniczka     | Przejazd 1 | Przejazd 2 | Przejazd 3 | Najlepszy |
| ------- | --------------- | ---------- | ---------- | ---------- | --------- |
|         | Jamie Anderson  | 96.00      | 98.00      | 19.33      | 98.00     |
|         | Spencer O’Brien | 92.66      | 89.00      | 38.33      | 92.66     |
|         | Enni Rukajärvi  | 88.00      | 60.66      | 38.33      | 88.00     |
| 4       | Kjersti Buaas   | 34.00      | 38.00      | 86.00      | 86.00     |
| 5       | Silje Norendal  | 45.00      | 84.00      | 12.00      | 84.00     |
| 6       | Sina Candrian   | 82.00      | 29.00      | 29.66      | 82.00     |
| 7       | Jenny Jones     | 77.66      | 79.00      | 29.00      | 79.00     |
| 8       | Cheryl Maas     | 75.00      | 19.33      | 21.66      | 75.00     |

### Superpipe Mężczyzn
| Pozycja | Zawodnik            | Przejazd 1 | Przejazd 2 | Przejazd 3 | Najlepszy |
| ------- | ------------------- | ---------- | ---------- | ---------- | --------- |
|         | Shaun White         | 98.00      | 64.66      | 24.66      | 98.00     |
|         | Louie Vito          | 92.00      | 89.33      | 94.33      | 94.33     |
|         | Iouri Podladtchikov | 88.00      | 19.66      | 38.33      | 88.00     |
| 4       | Matt Ladley         | 65.00      | 44.66      | 85.00      | 85.00     |
| 5       | Danny Davis         | 75.00      | 18.00      | 60.66      | 75.00     |
| 6       | Benjamin Farrow     | 50.66      | 31.00      | 70.00      | 70.00     |
| 7       | Christian Haller    | 43.00      | 20.66      | 30.00      | 43.00     |
| 8       | Nathan Johnstone    | 15.00      | 17.00      | 31.00      | 31.00     |

### Superpipe Kobiet
| Pozycja | Zawodniczka          | Przejazd 1 | Przejazd 2 | Przejazd 3 | Najlepszy |
| ------- | -------------------- | ---------- | ---------- | ---------- | --------- |
|         | Kelly Clark          | 53.00      | 95.00      | 86.66      | 95.00     |
|         | Elena Hight          | 73.00      | 85.00      | 24.66      | 85.00     |
|         | Kaitlyn Farrington   | 70.00      | 71.00      | 81.33      | 81.33     |
| 4       | Torah Bright         | 44.33      | 29.66      | 80.00      | 80.00     |
| 5       | Queralt Castellet    | 22.33      | 79.66      | 76.00      | 79.66     |
| 6       | Rebecca Sinclair     | 75.00      | 23.33      | 76.66      | 76.66     |
| 7       | Ellery Hollingsworth | 51.00      | 74.00      | 40.66      | 74.00     |
| 8       | Cilka Sadar          | 59.00      | 66.33      | 63.33      | 66.33     |

## Klasyfikacja medalowa
| Lp. | Państwo           | złoto | srebro | brąz | razem |
| --- | ----------------- | ----- | ------ | ---- | ----- |
| 1   | Stany Zjednoczone | 6     | 4      | 3    | 13    |
| 2   | Kanada            | 2     | 2      | 1    | 5     |
| 3   | Francja           | 0     | 1      | 1    | 2     |
| 6   | Finlandia         | 0     | 0      | 1    | 1     |
| 4   | Norwegia          | 0     | 0      | 1    | 1     |
| 5   | Szwajcaria        | 0     | 0      | 1    | 1     |